# Metaphycus ustulatus
Metaphycus ustulatus är en stekelart som beskrevs av Annecke och Mynhardt 1981. Metaphycus ustulatus ingår i släktet Metaphycus och familjen sköldlussteklar.
Artens utbredningsområde är Namibia. Inga underarter finns listade i Catalogue of Life.